# NSWRL 1914
Die NSWRL 1914 war die siebte Saison der New South Wales Rugby League Premiership, der ersten australischen Rugby-League-Meisterschaft. Den Titel gewannen die South Sydney Rabbitohs, die damit zum dritten Mal die NSWRL gewannen.
1914 betrugen die Einnahmen 24.072 £, was eine Steigerung von 7.038 £ im Vergleich zum Vorjahr darstellte.

## Tabelle
|     | Team                    | Spiele | Siege | Unent. | Ndlg. | Spiel- punkte | Diff. | Tabellen- punkte |
| --- | ----------------------- | ------ | ----- | ------ | ----- | ------------- | ----- | ---------------- |
| 01. | South Sydney Rabbitohs  | 14     | 11    | 1      | 2     | 166:79        | + 87  | 23               |
| 02. | Newtown Jets            | 14     | 11    | 0      | 3     | 185:111       | + 74  | 22               |
| 03. | Eastern Suburbs         | 14     | 8     | 0      | 6     | 164:122       | + 42  | 16               |
| 04. | Balmain Tigers          | 14     | 6     | 4      | 4     | 132:111       | + 21  | 16               |
| 05. | Glebe                   | 14     | 7     | 1      | 6     | 187:140       | + 47  | 15               |
| 06. | North Sydney Bears      | 14     | 5     | 1      | 8     | 158:165       | - 7   | 11               |
| 07. | Western Suburbs Magpies | 14     | 3     | 0      | 11    | 104:231       | - 127 | 6                |
| 08. | Annandale               | 14     | 1     | 1      | 12    | 106:243       | - 137 | 3                |